# コードワンディスパッチ
緊急車両24時 -コードワンディスパッチ-（英語：CODE ONE DISPATCH）は、コナミグループとコナミアミューズメントの2000年作の3Dアーケードゲームである。

## 粗筋
同社の「スリルドライブ」・「スナッチャー」とタイトー・スクウェアエニックスからの「チェイスHQ」の影響を受けたアーケードゲームで、アメリカのシカゴをモデルとした都市で「ポリスカー」「レスキューヘリコプター」「タンクローリー」「覆面パトカー」「消防車」「救急車」「戦車」「リムジン」を使い目的地に急行する。個別の車両には「アクションボタン」でできる「緊急回避行動」がある。
各ステージには制限時間があり、「チェックポイント」や「タイムボーナス」、隠された「シークレットボーナス」で延長される。また、走行する中で破壊されたオブジェクトは「Property Damage」の金額で言い表される。

## ステージ
- ポリスカー

強盗が襲撃している銀行に急行するステージ。緊急回避行動はウィリーによる加速。なお加速中には左後部ドアが開く。
- レスキューヘリコプター

ヨットが転覆し投げ出された要救助者のもとへ急行するステージ。緊急回避行動は高速宙返り。
- タンクローリー

事故を起こし、汚染物質を流出させた別のタンクローリーのもとへ、バイオ災害対応用の液体を載せて急行するステージ。緊急回避行動は加速。なお加速中には緑の液体と同色の腕がタンク上部のハッチから顔を出す。
- 覆面パトカー

麻薬シンジケートのボスを追跡し、検問まで追い込むステージ。緊急回避行動はウィリーによる加速。
- 消防車

火災の起きたビルに取り残された美女を救助するために急行するステージ。緊急回避行動ははしごを振り回し周囲の障害物を破壊する。
- 救急車

交通事故の怪我人を病院まで搬送するステージ。緊急回避行動はウィリーによる加速。なお加速中には後部ドアが開きストレッチャーに乗った怪我人が出てくる。
- 戦車

海上に現れた怪物を攻撃するために出現地点まで急行するステージ。緊急回避行動は発砲。
- リムジン

テロ攻撃に合った大統領を空港に停まっている専用機まで護衛するステージ。同社の「サイレントスコープ」シリーズの大統領が登場する。
白バイによる護衛が付いている。緊急回避行動はウィリーによる加速。なお加速中にはトランクにあるプールから水着姿の美女が顔を出す。
- スペースシャトル

コナミのロゴが書かれたUFOまで向うステージ。道中ではクレジットを見ることが出来る。

## 出所
1. ↑  “SBG:コナミ，ビデオゲーム７タイトルを初公開”. nlab.itmedia.co.jp. 2023年8月29日閲覧。
2. ↑  “https://twitter.com/vin_4875kantoku/status/1693566363200270691?utm_source=yjrealtime&utm_medium=search”. X (formerly Twitter). 2023年8月29日閲覧。